# 新西蘭科珀喉盤魚
新西蘭科珀喉盤魚（學名：Kopua nuimata），又稱新西蘭科普喉盤魚，為輻鰭魚綱喉盤魚目喉盤魚科的其中一種，分布於西南太平洋的紐西蘭海域，棲息深度166-337公尺，本魚體延長，前部平扁，後部側扁，體不被鱗，覆有粘液層，頭部側線發達，身體上側線不明顯，腹鰭喉位，與周圍的皮褶特化成一吸，體粉紅色，側面有大約9個拱形斑點，臉頰上有兩條紅橙色條紋，體長可達2.7公分，屬底棲性魚類，生活習性不明。

## 擴展閱讀
維基物種上的相關：新西蘭科珀喉盤魚